# Studebaker Flight Hawk
La Flight Hawk è una vettura della gamma Hawk prodotta dalla Casa automobilistica americana Studebaker nel 1956.

## Contesto

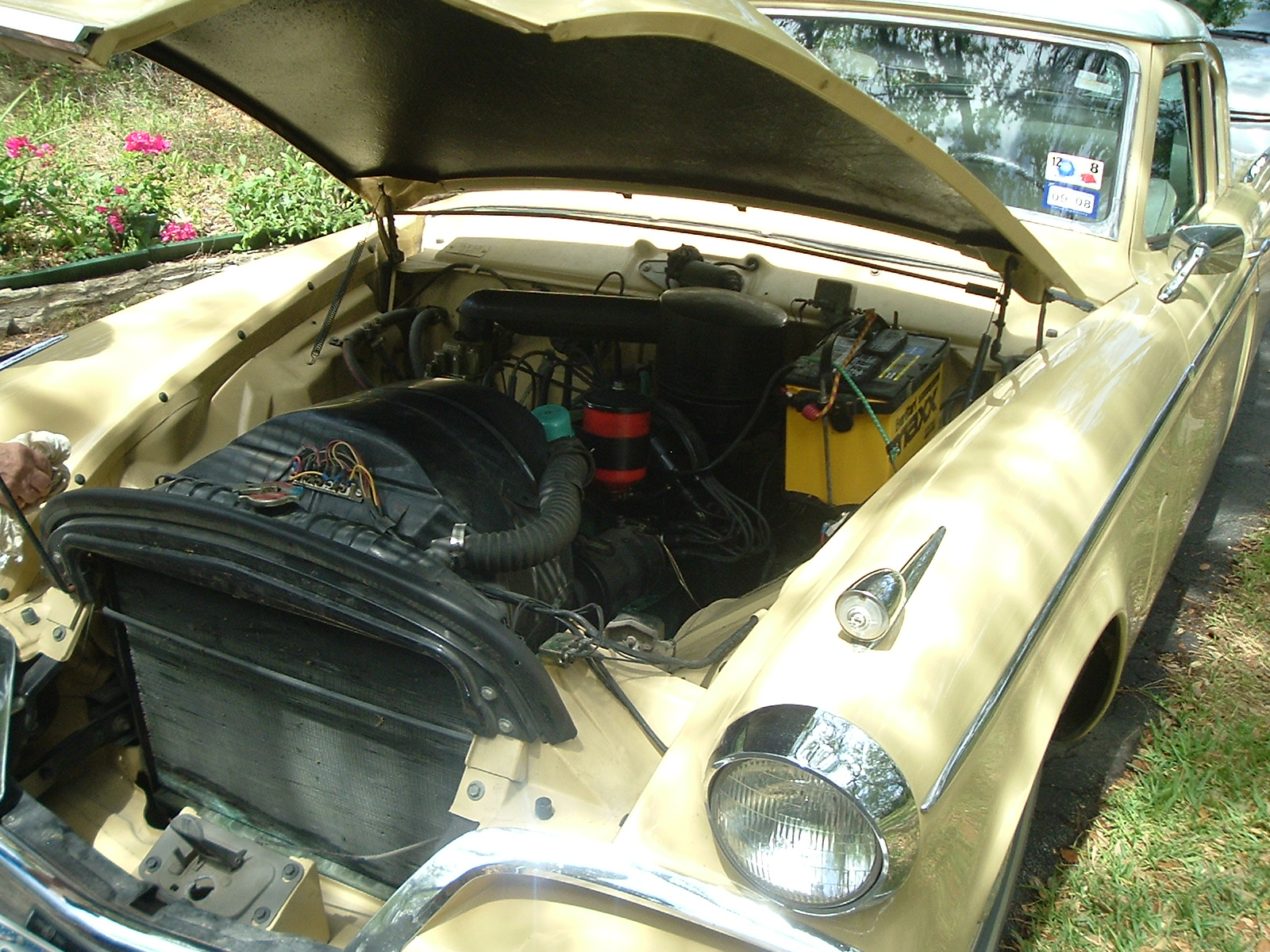
Il motore

La Flight Hawk era il modello più economico della gamma. Venne realizzata partendo dal modello coupé e hardtop Champion, introdotto nel 1953. Come per le altre vetture della gamma anche la Flight Hawk venne dotata di un nuovo cofano, nuova calandra, nuovo cruscotto e pannello degli strumenti. Il motore che veniva montato su questo veicolo era il sei cilindri in linea della Champion e non il V8 che invece era montato su tutte le altre Hawk. La potenza era di 101 hp (75 kW) mentre la cilindrata era di 3 L (185.6in3). A questo motore potevano essere accoppiate tre differenti trasmissioni: un cambio manuale a tre marce, un cambio manuale a tre marce più overdrive o una trasmissione automatica, sempre a tre marce, chiamata Flight-O-Matic.
La carrozzeria principale con la quale veniva prodotta la Flight Hawk era quella di coupé due porte con montanti, o model 56G-C3. Il costo di acquisto era di 1.986 dollari USA.
Per il Canada e per altri Paesi venne prodotto un modello che differiva dal precedente per la mancanza dei montanti (model 56G-K7).
La produzione totale fu di 4.389 model 56G-C3 e di 560 model 56G-K7. Nove esemplari di quest'ultima versione furono venduti anche negli USA, ma non si conosce il loro prezzo di vendita. La produzione di questa vettura venne interrotta nel 1956, quanto la ditta, semplificò la gamma Hawk, composta all'epoca da quattro modelli. Anche la Power Hawk e la Sky Hawk vennero tolte dalla produzione. I tre modelli furono sostituiti dalla nuova Studebaker Silver Hawk che riproponeva le diverse caratteristiche dei tre modelli che andava a sostituire.
Dal punto di vista delle vendite la Flight Hawk fu il secondo modello più venduto, preceduto solo dalla Power Hawk che fu prodotta in 7.095 esemplari.

## Produzione
- Model 56G-C3: totale 4.389 esemplari di cui:
  - 2.508 prodotti nello stabilimento di South Bend, Indiana
  - 557 prodotti negli impianti di Los Angeles, California
  - 584 prodotti ad Hamilton, Ontario
  - 740 esportati
- Model 56G-K7: totale 560 di cui:
  - 9  prodotti a South Bend, Indiana
  - 52	 prodotti ad Hamilton, Ontario
  - 499  esportati